# أمستردام- فيست
أمستردام- فيست أو غرب أمستردام هو حي (stadsdeel) من أمستردام، هولندا، إلى الغرب من وسط المدينة. وقد شكلت هذه البلدة في عام 2010 من خلال دمج أربع الأقسام الإدارية السابقة آود فيست، فيستربارك، دي بارسيوس وبوس آن لومير .